# 村上站 (新潟縣)

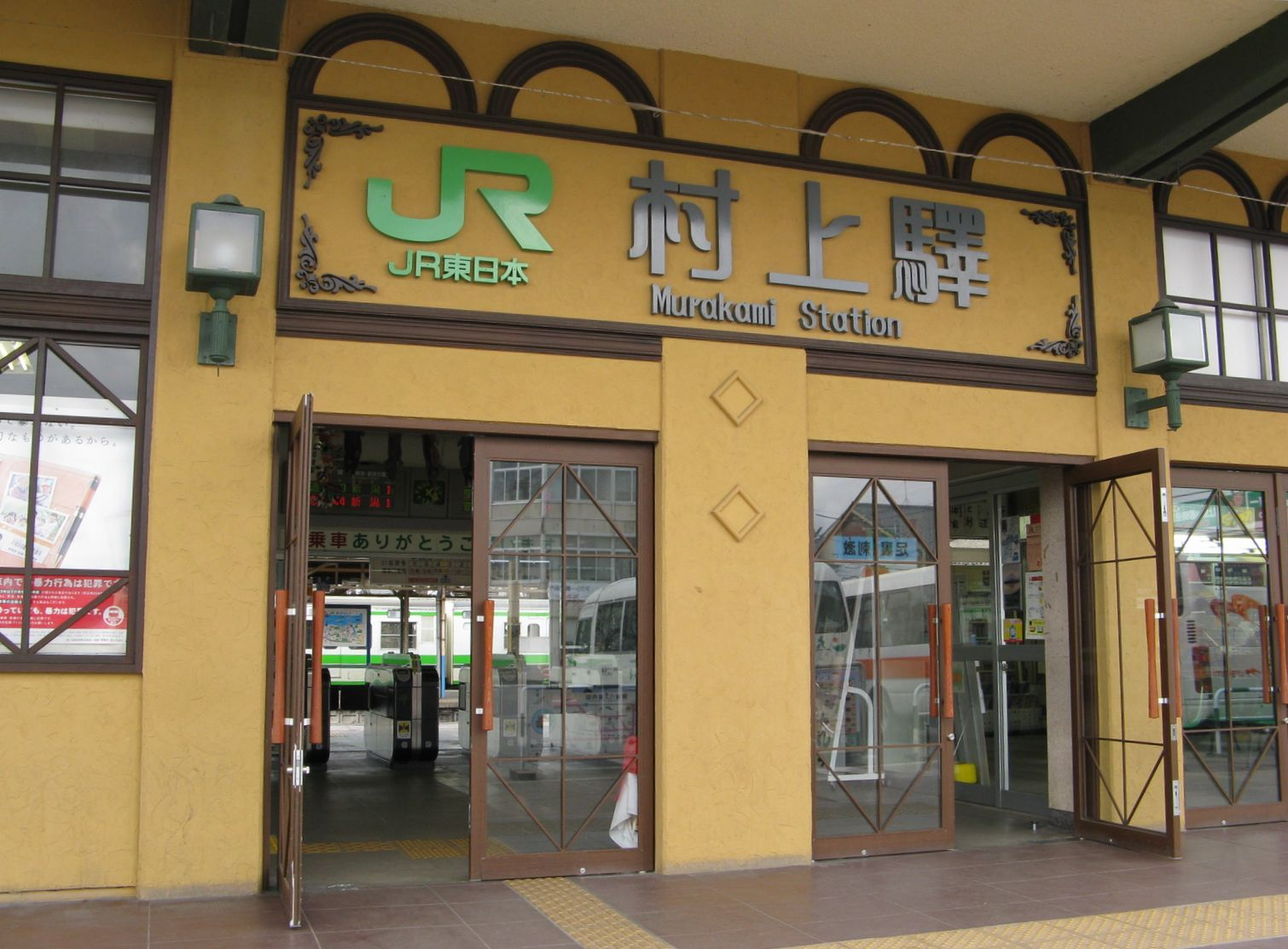
村上站入口（翻新後）

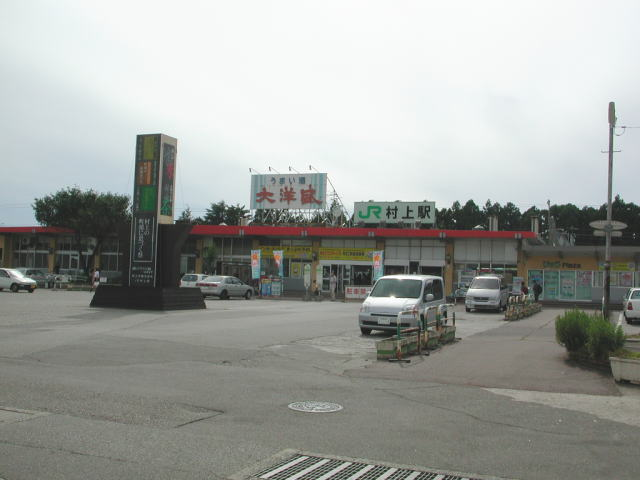
翻新前（2004年8月）的村上站

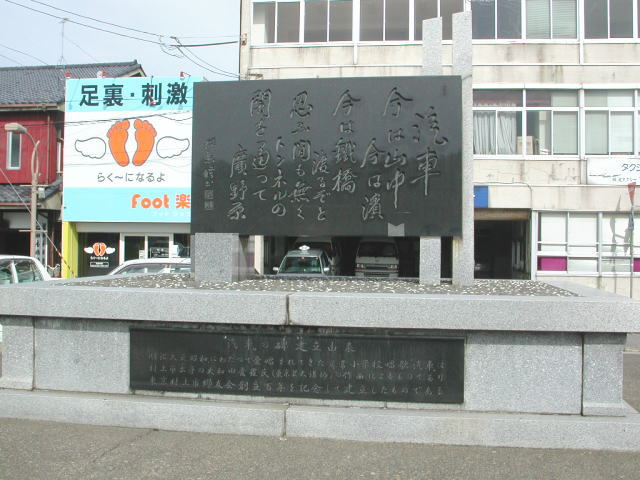
於站前建立的「汽車」之碑

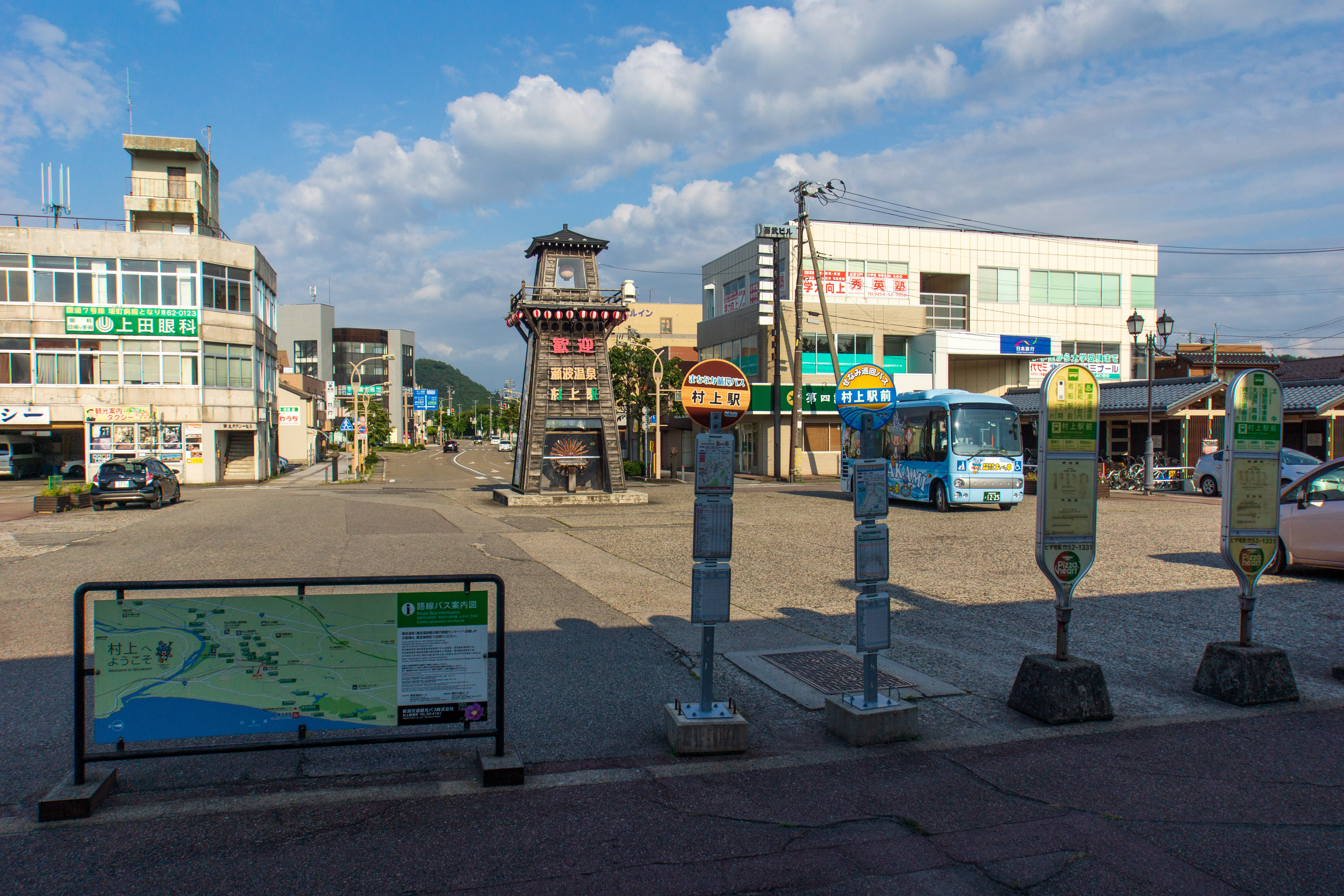
於村上站前的巴士站。後方藍色的車輛為「町中循環巴士」（2019年8月）

村上站（日语：／ Murakami eki */?）是位於新潟縣村上市田端町11番11號，東日本旅客鐵道（JR東日本）的羽越本線車站。

## 概要
此站是村上市中心車站。為羽越本線據點車站之一，運行系統在此站為界，向南北分割。
向新津一方為單線鐵路，秋田至間島之間為雙線鐵路。
此站是位於新潟近郊區間，同時為IC卡「Suica」新潟區域中最北車站。

## 歷史
- 1914年（大正3年）11月1日：國有鐵道村上線 中條至此站之間開業，此站啟用。
- 1924年（大正13年）7月31日：此站至鼠關之間啟用，全線開通，村上線編入至羽越線。
- 1925年（大正14年）11月20日：隨著支線與赤谷線啟用，羽越線改名為羽越本線。
- 1964年（昭和39年）5月31日：現時車站大樓重建。
- 1972年（昭和47年）8月5日：羽越本線全線電氣化。新津至此站之間為直流1,500V，此站至秋田之間為交流50Hz・20kV。
- 1974年（昭和49年）5月]]：綠色窗口開放營業[1]。
- 1978年（昭和53年）10月2日：寢台特急「日本海2、3号」停站[2]。
- 1986年（昭和61年）10月20日：終止貨物起卸業務。成為旅客車站。
- 1986年（昭和61年）11月1日：終止行李起卸業務。（但是報紙還是繼續運送）。
- 1987年（昭和62年）4月1日：伴隨國鐵分割民營化，車站由東日本旅客鐵道（JR東日本）營運。
- 1992年（平成4年）：車站租車營業所開始營業（季節性營業）[3]。
- 2005年（平成17年）12月20日：自動閘機開始運作。
- 2011年（平成23年）3月11日：跨線橋開始使用。
- 2014年（平成26年）4月1日：此站開始可以使用SuicaIC卡[4]。

### 車站西邊與專用線
在車站西邊設有以山形縣酒田市為總部，混凝土建築材料製造商前田製管村上工廠。該工廠在2001年（平成13年）12月停止運作並撤走，使成為空置地方。在2003年（平成15年）10月，由市內建設業、房地產業等組成的企業團體「村上站西開發」成立。在翌年2004年（平成16年）8月，取得總面積約64,000m2的用地進行土地開發。在發展這土地後，現時成為了住宅區和食品超市「原信」。
在車站西邊設有側線，曾經在該處設有專用線前往前田製管，也有專用線前往該工場北邊的日本化學工業村上工廠。曾經在側線南邊設有轉車盤，在側線中長期存放了Ku5000形貨車數卡。在車站東邊，車站大樓南邊曾經設有貨物月台，現時大部分月台已經撤走，不再存在。

## 車站構造
車站是一座地面車站，設有1面1線單式月台和1面2線的島式月台，共設有2面3線的月台。在各月台和車站大樓（近新津一方）之間設有跨線橋連接（各月台的通道設有升降機），在各月台和車站大樓（近秋田一方）設有行人隧道連接。此站設有側線和留置線。
此站是位於新潟地區的直營車站（設有站長），為一座管理車站，管理羽越本線加治站至府屋站之間，以及米坂線萩生站至越後大島站之間（小國站除外）。
此站設有3座可支援Suica的自動閘機、綠色窗口、自動售票機、指定席售票機、候車室、自動販賣機、便利店（NewDays Mini）、多功能廁所（設有人工肛門對應設備）。在閘口周邊曾經設有旅行中心「View Plaza村上站」。
現時的車站大樓在1964年（昭和39年）竣工，隨後進行了復古風的翻新工程，在2005年（平成17年）6月變成現時的外觀。
在站前廣場北邊，設有由村上市出身大和田愛羅作曲的唱曲『汽車』之碑。『汽車』的音樂用在站內廣播，以及各月台列車進站音樂。在2014年（平成26年）3月起，此站設有發車音樂。

### 車站周邊工程
現時車站出入口只有在車站大樓對出的東邊。而車站大樓已經建成超過半個世紀，建築物開始老化。另外，由於站前廣場的面積較小，行人路與行車道的區分不明確，因此造成人車爭路的問題。在上述提及，近年村上站西邊發展了新住宅區，並且繼續發展。此外，現時車站前方的JA新潟県厚生連村上綜合醫院由於設施老化，因而計劃遷移至車站西邊。為了車站西邊的居民通行方便和改善道路設計，村上市計劃擴展站前廣場、新設行人通道和改建為跨站式站房、以及在車站周邊進行工程，整個規劃名為「村上站周邊城市規劃」。在2015年（平成27年）3月25日有了一個基本構想。該計劃預計需時10年，而今後的工程和計劃法等有待繼續討論和研究。

### 中性區
在此站至間島站之間設有中性區。因此羽越本線直流電動列車最北只能到達此站。特急「稻穗」、貨物列車、臨時快速「海里」（使用柴油混合動力車輛），以上使用交直流電動列車才可直通至以北地區。而JR東日本新潟分社沒有一般型交直流電動列車。因此，此站前往鼠關、酒田方向的普通列車只能夠使用柴油列車運行。
在車輛運用方面，從新發田方向的列車和從酒田方向的列車，均會同時使用2號月台。因此，在2號月台上會顯示不同列車的乘車位置，而車站職員和電子顯示屏都會廣播和顯示正確的乘車位置，以防止乘客誤乘列車。

### 月台
| 月台 | 路線      | 上下行 | 方向                   | 備註       |
| ---- | --------- | ------ | ---------------------- | ---------- |
| 1    | ■羽越本線 | 上行   | 新發田、新津、新潟方向 |            |
| 2    | ■羽越本線 | 上行   | 新發田、新津、新潟方向 | 從此站出發 |
| 2    | ■羽越本線 | 下行   | 鶴岡、酒田、秋田方向   | 從此站出發 |
| 3    | ■羽越本線 | 下行   | 鶴岡、酒田、秋田方向   |            |

參考

## 使用狀況
在2019年度（令和元年度），1日平均乘車人次為1,458人。
以下列出近年1日平均乘車人次：
| 乘車人次變化       | 乘車人次變化     | 乘車人次變化    |
| 年度               | 1日平均 乘車人次 | 參考資料        |
| ------------------ | ---------------- | --------------- |
| 1965年（昭和40年） | 3,921            | [ 利用客数 2 ]  |
| 1970年（昭和45年） | 3,484            | [ 利用客数 3 ]  |
| 1975年（昭和50年） | 3,434            | [ 利用客数 4 ]  |
| 2000年（平成12年） | 2,205            | [ 利用客数 5 ]  |
| 2001年（平成13年） | 2,084            | [ 利用客数 6 ]  |
| 2002年（平成14年） | 1,951            | [ 利用客数 7 ]  |
| 2003年（平成15年） | 1,931            | [ 利用客数 8 ]  |
| 2004年（平成16年） | 1,946            | [ 利用客数 9 ]  |
| 2005年（平成17年） | 1,978            | [ 利用客数 10 ] |
| 2006年（平成18年） | 1,950            | [ 利用客数 11 ] |
| 2007年（平成19年） | 1,927            | [ 利用客数 12 ] |
| 2008年（平成20年） | 1,930            | [ 利用客数 13 ] |
| 2009年（平成21年） | 1,912            | [ 利用客数 14 ] |
| 2010年（平成22年） | 1,847            | [ 利用客数 15 ] |
| 2011年（平成23年） | 1,797            | [ 利用客数 16 ] |
| 2012年（平成24年） | 1,806            | [ 利用客数 17 ] |
| 2013年（平成25年） | 1,861            | [ 利用客数 18 ] |
| 2014年（平成26年） | 1,713            | [ 利用客数 19 ] |
| 2015年（平成27年） | 1,684            | [ 利用客数 20 ] |
| 2016年（平成28年） | 1,684            | [ 利用客数 21 ] |
| 2017年（平成29年） | 1,663            | [ 利用客数 22 ] |
| 2018年（平成30年） | 1,597            | [ 利用客数 23 ] |
| 2019年（令和元年） | 1,458            | [ 利用客数 1 ]  |

## 車站周邊
車站大樓位於東邊，與村上市中心有一段距離。車站西邊為住宅區和農地。
- 新潟縣道530號村上停車場線（日语：新潟県道530号村上停車場）
- 新潟縣道3號新潟新發田村上線（日语：新潟県道3号新潟新発田村上線）
- 國道345號（日语：国道345号）
- 村上市政廳
- 村上綜合醫院（日语：村上総合病院）
- 新潟交通觀光巴士（日语：新潟交通観光バス） 村上營業所
- 村上郵局（日语：村上郵便局）
- 村上警署（日语：村上警察署）村上站前派出所
- Iyoboya會館（日语：イヨボヤ会館）
- 岩船廣域圖書館
- 新潟縣立村上中等教育學校（日语：新潟県立村上中等教育学校）
- 新潟縣立村上高等學校（日语：新潟県立村上高等学校）
- 新潟縣立村上櫻丘高等學校（日语：新潟県立村上桜ヶ丘高等学校）
- 村上市立村上第一中學
- 村上市立村上南小學
- 新潟復健專門學校（日语：新潟リハビリテーション専門学校）
- 新潟復健大學（日语：新潟リハビリテーション大学）
- 瀨波溫泉（日语：瀬波温泉）

## 巴士路線

村上市內的巴士路線圖。時間表參見新潟交通觀光巴士官網 村上區、勝木區 。

在車站前設有新潟交通觀光巴士路線、「町中循環巴士」、「瀨波循環巴士」，以及前往瀨波溫泉各住宿設施的接送巴士。

## 其他
此站前可以租賃單車，與新發田站和小國站相同，都是由春天至秋天提供租賃服務。租賃1架一般單車為500日圓，當持有越後一日Pass、越後兩日Pass等車票時，便可免費租賃。

## 相鄰車站
東日本旅客鐵道
■羽越本線
- 特急「稻穗」、快速「樂樂列車村上」、快速「海里」停車站

■快速
岩船町－村上
■普通
岩船町－村上－間島

## 注腳

### 備注
1. ↑  當初成立商號為「村上站西口開發」。
2. ↑  除了此站外，以『汽車』作為發車音樂的車站還有常磐線廣野站。
3. ↑  在JR東日本新潟分社內擁有的一般型電動列車中，只有直流電動列車。
4. ↑  在這個場合，後來進站的列車會按誘導信號機的指示慢駛進站。

### 使用狀況
1. 1 2  . 東日本旅客鉄道.   [2020-07-13]. （原始内容存档于2020-07-11） （日语）.
2. ↑  鐵道統計年報昭和40年版p102 新潟鐵道管理局
3. ↑  鐵道統計年報昭和45年版p90-91 新潟鐵道管理局
4. ↑  鐵道統計年報昭和50年版p64-65 新潟鐵道管理局
5. ↑  . 東日本旅客鉄道.   [2019-02-25]. （原始内容存档于2019-03-27） （日语）.
6. ↑  . 東日本旅客鉄道.   [2019-02-25]. （原始内容存档于2019-03-27） （日语）.
7. ↑  . 東日本旅客鉄道.   [2019-02-25]. （原始内容存档于2019-03-27） （日语）.
8. ↑  . 東日本旅客鉄道.   [2019-02-25]. （原始内容存档于2019-03-27） （日语）.
9. ↑  . 東日本旅客鉄道.   [2019-02-25]. （原始内容存档于2019-03-27） （日语）.
10. ↑  . 東日本旅客鉄道.   [2019-02-25]. （原始内容存档于2019-03-27） （日语）.
11. ↑  . 東日本旅客鉄道.   [2019-02-25]. （原始内容存档于2019-03-27） （日语）.
12. ↑  . 東日本旅客鉄道.   [2019-02-25]. （原始内容存档于2019-04-02） （日语）.
13. ↑  . 東日本旅客鉄道.   [2019-02-25]. （原始内容存档于2019-03-27） （日语）.
14. ↑  . 東日本旅客鉄道.   [2019-02-25]. （原始内容存档于2019-03-27） （日语）.
15. ↑  . 東日本旅客鉄道.   [2019-02-25]. （原始内容存档于2019-03-27） （日语）.
16. ↑  . 東日本旅客鉄道.   [2019-02-25]. （原始内容存档于2019-03-27） （日语）.
17. ↑  . 東日本旅客鉄道.   [2019-02-25]. （原始内容存档于2018-10-26） （日语）.
18. ↑  . 東日本旅客鉄道.   [2019-02-25]. （原始内容存档于2016-04-04） （日语）.
19. ↑  . 東日本旅客鉄道.   [2019-02-25]. （原始内容存档于2019-03-27） （日语）.
20. ↑  . 東日本旅客鉄道.   [2019-02-25]. （原始内容存档于2019-03-23） （日语）.
21. ↑  . 東日本旅客鉄道.   [2019-02-25]. （原始内容存档于2017-07-29） （日语）.
22. ↑  . 東日本旅客鉄道.   [2019-02-25]. （原始内容存档于2018-07-06） （日语）.
23. ↑  . 東日本旅客鉄道.   [2019-07-21]. （原始内容存档于2019-07-05） （日语）.

## 外部連結
- 車站資訊（村上）：東日本旅客鐵道（日語）